# Bistum Dunwich
Das Bistum Dunwich (lat.: Dioecesis Dunvicensis) war eine im heutigen Vereinigten Königreich gelegene römisch-katholische Diözese mit Sitz in Dunwich.

## Geschichte
Das Bistum Dunwich wurde im Jahre 630 errichtet. Es umfasste Teile von East Anglia. Im Jahre 673 wurde das Gebiet auf das Bistum Dunwich und das Bistum Elmham aufgeteilt. 870 wurde das Bistum Dunwich wieder mit dem Bistum Elmham als Bistum Dunwich und Elmham mit Sitz in Elmham vereinigt.
Der Sitz des Bistums Elmham-Dunwich wurde im Jahr 1075 nach Thetford verlegt und der Titel in Bischof von Thetford geändert.
Das Bistum Dunwich war dem Erzbistum Canterbury als Suffraganbistum unterstellt.